# Ikarus C80
Az Ikarus C80-as autóbuszt a székesfehérvári Ikarus gyár készítette. A C80 típus nem tévesztendő össze a Classic típuscsaládra jellemző homlok-, illetve hátfallal felújított Ikarus 280-as típussal. A típussal 14 Volán társaság rendelkezett a Közlekedési Központok létrehozása előtt.
1998-tól 2002-ig gyártották, az első darab a GRZ-230, mely mechanikus váltóval készült és a Volánbusz Zrt. tulajdona.
Az első 2 év példányait (32 db) még Ikarus 280-asként papírozták le.
A táblázatban szereplő darabszámok 1990-től 2015-ig terjedő időszak állományi adatait mutatják. A járművek nagy része már nincsen forgalomban.
A Volán társaságoknál
| Volán          | C80.30A | C80.30M | C80.40A | C80.40M | Összesen | Jogutód   |
| -------------- | ------- | ------- | ------- | ------- | -------- | --------- |
| Agria Volán    | 0       | 0       | 5       | 0       | 5        | KMKK      |
| Alba Volán     | 2       | 1       | 4       | 0       | 7        | KNYKK     |
| Bakony Volán   | 0       | 1       | 4       | 0       | 5        | ÉNYKK     |
| Balaton Volán  | 2       | 0       | 0       | 0       | 2        | ÉNYKK     |
| Borsod Volán   | 0       | 8       | 0       | 0       | 8        | ÉMKK      |
| Gemenc Volán   | 0       | 1       | 0       | 0       | 1        | DDKK      |
| Hajdú Volán    | 0       | 3       | 0       | 0       | 3        | ÉMKK      |
| Hatvani Volán  | 0       | 1       | 0       | 0       | 1        | KMKK      |
| Jászkun Volán  | 0       | 2       | 3       | 0       | 5        | KMKK      |
| Körös Volán    | 0       | 9       | 4       | 1       | 14       | DAKK      |
| Nógrád Volán   | 0       | 1       | 0       | 0       | 1        | KMKK      |
| Szabolcs Volán | 4       | 3       | 3       | 0       | 10       | ÉMKK      |
| Vértes Volán   | 0       | 2       | 0       | 0       | 2        | KNYKK     |
| Volánbusz      | 35      | 3       | 0       | 0       | 38       | Volánbusz |
| Összesen       | 43      | 35      | 23      | 1       | 102      |           |

A korábbi Volán-társaságok 2015. január 1-jével beolvadtak a területi Közlekedési Központokba. A Közlekedési Központok helyi és helyközi forgalomban is üzemeltetnek még C80-asokat, főleg csúcsidőszakokban.
| Volán     | C80.30A | C80.30M | C80.40A | Összesen |
| --------- | ------- | ------- | ------- | -------- |
| DDKK      | 0       | 1       | 0       | 1        |
| DAKK      | 0       | 9       | 4       | 13       |
| ÉMKK      | 4       | 13      | 3       | 20       |
| ÉNYKK     | 2       | 1       | 4       | 7        |
| KMKK      | 0       | 4       | 8       | 12       |
| KNYKK     | 2       | 3       | 4       | 9        |
| Volánbusz | 34      | 3       | 0       | 37       |
| Összesen  | 42      | 34      | 23      | 99       |

A Közlekedési Központok járműveit 2019. október 1-jén a Volánbusz vette át.
Frissítve: 2019. október 1.
|           | C80.30A | C80.30M | C80.40A | Összesen |
| --------- | ------- | ------- | ------- | -------- |
| Volánbusz | 41      | 34      | 22      | 97       |
| Összesen  | 41      | 34      | 22      | 97       |

Frissítve: 2024. január 10. 
|           | C80.30A | C80.30M | C80.40A | Összesen |
| --------- | ------- | ------- | ------- | -------- |
| Volánbusz | 5       | 8       | 10      | 23       |
| Összesen  | 5*      | 8*      | 10      | 23       |

- Az első darab, a GRZ-230 és az egykori Szabolcs Volános HHF-986 a Volánbusz nosztalgia állományának részét képezi.

## Modellváltozatok
| C80.30A | Rába D10 UTSLL | ZF 4HP 500/Voith-Diwa 851.3            | 2-0-2-2 bolygóajtó     |
| C80.30M | Rába D10 UTSLL | ZF S6-120U                             | 2-0-2-2 bolygóajtó     |
| C80.33  | Rába D10 UTSLL | ZF S6-120U/ZF 4HP 500/Voith-Diwa 851.3 | 2-2-2-2 harmonikaajtók |
| C80.40A | Rába D10 UTSLL | ZF 4HP 500/Voith-Diwa 851.3            | 2-2-2-2 bolygóajtó     |
| C80.40M | Rába D10 UTSLL | ZF S6-120U                             | 2-2-2-2 bolygóajtó     |

## A busz technikai adatai
- Világítás: a mennyezeten, egymás mellett párhuzamosan. Szabályozható: LED-es fénycsővilágítás, vagy izzóvilágítás. A vezetői fülkében szintén a mennyezeten, ajtónyitásnál lép működésbe.